# Belövéses módszer
A belövéses módszer (angolul: shooting method) a numerikus analízisben a peremérték-feladatok megoldására alkalmazott módszer. A módszer elve, hogy a peremérték-feladatot átalakítja egy Cauchy-féle feladattá.

## Alkalmazás
Egy másodrendű közönséges differenciálegyenletből álló peremérték-feladat megoldására a módszer a következőképpen alkalmazható:
Legyen:
{\displaystyle y''(t)=f(t,y(t),y'(t)),\quad y(t_{0})=y_{0},\quad y(t_{1})=y_{1}}
a peremérték-feladat. A következőkben a feladatunkat átalakítjuk egy kezdőérték-feladattá:
{\displaystyle y''(t)=f(t,y(t),y'(t)),\quad y(t_{0})=y_{0},\quad y'(t_{0})=s}
Legyen: 
{\displaystyle \quad F(s)=y(t_{1};s)-y_{1}}
Ha F-nek van gyöke, akkor egyértelműen a neki megfelelő kezdőérték-feladat y(t; s) megoldása a peremérték-feladat megoldása is.

## Példa
A következőkben tekintsünk át egy problémát, amelyet Stoer és Burlisch fogalmazott meg.
{\displaystyle w''(t)={\frac {3}{2}}w^{2},\quad w(0)=4,\quad w(1)=1}
Az ebből következtetett kezdő-érték feladat:
{\displaystyle w''(t)={\frac {3}{2}}w^{2},\quad w(0)=4,\quad w'(0)=s}
megoldva s = −1, −2, −3, ..., −100 értékek esetében: F(s) = w(t1;s) − w(1) = w(1; s) - 1 függvény grafikus képe látható az 1.1-es ábrán. Megvizsgálva a grafikont, azt láthatjuk, hogy a gyökök s = −8 és s = −36 közelében találhatóak.

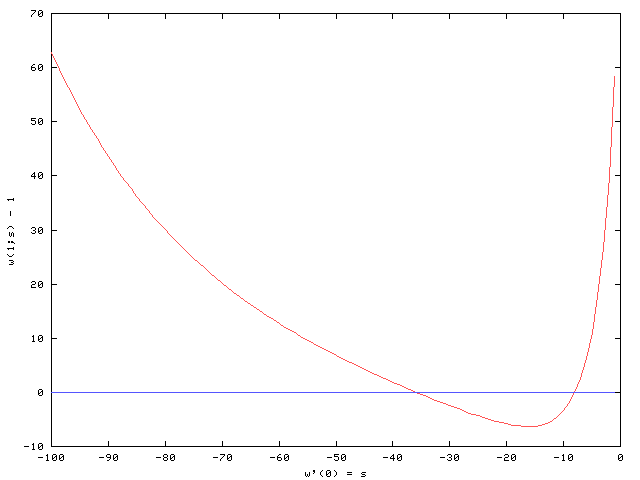
1.1 Ábra: F(s) = w(1;s) − 1.

Az 1.2. Ábra a w(t;s) függvény van feltüntetve, különböző s értékek esetén.

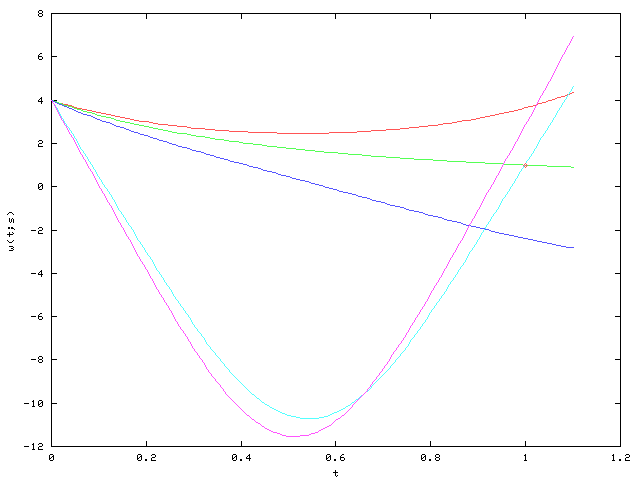
1.2 Ábra: w(t;s) pályák, ahol s = w(0) egyenlő −7 (piros), −8 (zöld), −10 (kék), −36 (cián) és −40 (rózsaszín). A piros gyémánt az (1,1)-es pont helyzetét jelöli.

Stoer és Bulirsch azt állítják, hogy ennek a peremérték-feladatnak két megoldása van, amelyek algebrai módszerekkel is megtalálhatóak.
Ezek a következő kezdő-érték feltételeknek felelnek meg: w′(0) = −8 és w′(0) = −35.9 (körülbelül).